# Jason Moore
Jason Moore, född 10 oktober 1988 i Bedford, England, är en brittisk racerförare.

## Racingkarriär
Moore inledde sin formelbilskarriär 2007 i Formula Palmer Audi, där han under sin debutsäsong slutade på femte plats. Han fortsatte i serien även 2008, då han blev mästare efter att ha vunnit sex tävlingar. 
Han gick sedan vidare till FIA Formula Two Championship inför 2009. Han lyckades aldrig komma på någon riktig topplacering, men nådde en sjundeplats i det andra racet på Autodromo Enzo e Dino Ferrari som bäst. Totalt slutade han på 22:a plats.